# Aeroporto de Oita
O Aeroporto de Oita (大分空港, Ōita Kūkō) (IATA: OIT, ICAO: RJFO) é um aeroporto localizado em Kunisaki, Ōita, Japão. 
O aeroporto é acessível por ônibus, mas não por trem.  Um serviço de Hovercraft para Oita estava disponível  até 2009, era o último serviço de hovercraft no Japão.

## Companhias Aéreas e Destinos

### Doméstico
| Companhias Aéreas                            | Destinos                      |
| -------------------------------------------- | ----------------------------- |
| All Nippon Airways                           | Tokyo-Haneda - Osaka–Itami    |
| All Nippon Airways operado por Ibex Airlines | Nagoya–Centrair - Osaka–Itami |
| Japan Airlines                               | Tokyo–Haneda                  |
| Japan Airlines operado por J-Air             | Osaka–Itami                   |
| Jetstar Japan                                | Tokyo–Narita                  |
| Mandarin Airlines                            | Charter: Taichung             |
| Solaseed Air                                 | Tokyo–Haneda                  |
| T'way Air                                    | Seoul–Incheon                 |